# II. Mexikói Császárság
A II. Mexikói Császárság  egy rövid ideig fennálló államalakulat volt a mai Mexikó területén a 19. században. A császárság a Második mexikói francia intervenció után született meg. III. Napóleon francia császár azért hozta létre, hogy félgyarmatot teremtsen országának Közép-Amerikában. A császári tisztséget Ferdinánd Miksa osztrák főherceggel, I. Ferenc József osztrák császár öccsével töltette be. A Benito Juárez korábbi elnök által vezetett köztársasági felkelés 1867-ben megdöntötte a monarchiát.

## Történelem
Az 1860-as évek elején Mexikóban polgárháború dúlt. A liberális elnök, Benito Juárez nagy összegű hiteleket vett fel Franciaországtól, de 1861-ben felfüggesztette azok törlesztését. Az Amerikai Egyesült Államokat lefoglalta a polgárháború, így nem tudta a Monroe-elv szellemében megakadályozni a francia csapatok érkezését Mexikóba. A követelések behajtására Franciaország, az Egyesült Királyság és Spanyolország aláírták 1861. október 31-én a londoni szerződést. 1862. január 6-án Spanyolország Veracruzban megkezdte a partraszállást, majd január 8-án követte őket a brit és a francia hadsereg. Spanyolország és Nagy-Britannia, felismerve, hogy III. Napóleon egyedül akar félgyarmatot építeni, hamarosan kivonták a csapataikat. 1863. június 7-én a francia csapatok, elhúzódó harcok után, elérték Mexikóvárost, majd egy konzervatív juntát ültettek hatalomra, amely nyomatékosan kérte, hogy a Habsburg–Lotaringiai-házból való Ferdinánd Miksa osztrák főherceg, Ferenc József császár öccse legyen Mexikó császára. Miután Miksa elfogadta az ajánlatot, népszavazást rendeztek a kérdésről. A franciák meghamisították az eredményeket, így Miksa főherceg abban a tudatban hajózott el, hogy Mexikó népe őt akarja császárnak.
Miksa sikeres földreformot hajtott végre, így népszerűsége sokat nőtt, de mivel a franciák bábjának tekintették, így a közvélemény jelentős része hamarosan Juárez felé fordult. Miksa ezt érzékelve jelentős ellenségeknek bocsátott meg, Agustín császár (Agustín de Iturbide) gyermekeit örökbe fogadta, az idősebbet koronaherceggé tette, Antonio López de Santa Anna tábornokot pedig birodalmi marsallá nevezte ki. 1866-ban Franciaország azonban (elsősorban az Egyesült Államok erőteljes követelésére) kivonta csapatait Mexikóból, így a felkelők 1867. május 14-én megdöntötték a császárságot. A trónjától megfosztott Miksa császárt Santiago de Querétaróban elfogták, és 1867. június 19-én két tábornokával együtt kivégezték. A főhatalmat Juárez szerezte meg, a II. Mexikói Köztársaság elnökeként.

## Fordítás
- Ez a szócikk részben vagy egészben  a   Kaiserreich Mexiko (1864–1867) című német Wikipédia-szócikk fordításán alapul.  Az eredeti cikk szerkesztőit annak laptörténete sorolja fel. Ez a jelzés csupán a megfogalmazás eredetét és a szerzői jogokat jelzi, nem szolgál a cikkben szereplő információk forrásmegjelöléseként.